# Espéranto-info

Espéranto-info est une revue espérantophile bimestrielle indépendante dont l'objectif est d'informer le public sur le mouvement espérantophone en majorité en langue française, avec des articles bilingues et d'autres en espéranto. Elle présente l'utilisation internationale de l'espéranto, aborde les problèmes rencontrés dans la communication internationale et les avantages de la langue équitable espéranto pour les échanges entre locuteurs n'ayant pas la même langue maternelle, propose des activités ludiques...
Elle est éditée depuis 1994. D'abord trimestrielle, elle est devenue bimestrielle en 2000 puis de nouveau trimestrielle depuis 2022 et compte désormais 40 pages en couleur.

## L'association
Espéranto info est également le nom de l'association dont le siège est dans le Tarn et dont l'objectif principal est d'éditer la revue pour faire connaître et pratiquer l'espéranto.
Dans le cadre de ses activités annexes, l'association coordonne différents projets : distribution gratuite de la revue dans les pays africains, réalisation de sets de tables d'après les pages centrales sur la thématique du chat. Durant plusieurs années, il y a eu l'attribution d'une distinction aux communes particulièrement engagées dans le développement de l'espéranto : la Verda Esperantista Stelo (l’étoile verte espéranto) qui cherche repreneur.

## Étoile verte espéranto

L’étoile verte, symbole historique de l'espéranto

L'étoile verte espéranto est une distinction créée en 2005 et en pause depuis 2015. Elle est accordée aux communes françaises dans lesquelles le nombre d'espérantophones déclarés atteint un seuil fonction du nombre d'habitants. Le seuil d'espérantophones déclarés pour remplir les conditions est le suivant :
- 1 jusqu'à 500 habitants ;
- 2 entre 500 et 1 000 habitants ;
- 3 entre 1 000 et 2 000 habitants ;
- 4 entre 2 000 et 5 000 habitants ;
- 1 pour 1 000 habitants, pour les communes de plus de 5 000 habitants.

L'initiative de la demande appartient au maire qui transmet sa demande au comité d'attribution présidé par le bureau d'Espéranto-Info.
Cette distinction se matérialise par un diplôme intitulé « Verda Esperantista Stelo », qui rappelle la verda stelo (« étoile verte »), symbole visible sur le drapeau de l’espéranto. Elle est remise au maire lors d'une cérémonie à laquelle sont invités les espérantophones de la commune.
En août 2010, 260 communes réparties dans 70 départements ont reçu la distinction.

## Historique
La revue est créée par Robert Llorens en 1994. Le numéro 1 parait en mars 1994. Son éditorial en première page a pour titre Découvrons l’espéranto. Il retrace un historique rapide du désir d’une langue plus logique à travers Maupertuis et Descartes, puis finit en exposant la raison de ce bulletin : « Par ce modeste bulletin, notre but est de montrer le besoin d’une langue commune neutre pour protéger la langue nationale et la culture de chacun… » Les réflexions linguistiques sont nombreuses et toujours d’actualité.
Il présente aussi de très nombreux articles sur les problèmes linguistiques et sur la structure de la langue espéranto. Il informe sur les radios et télévisions espérantophones, à travers le monde et présente Tintin en espéranto : Krabo kun oraj pinĉiloj (Le crabe aux pinces d'or).
La revue est réalisée par ordinateur pour les cadres et les textes ; les illustrations sont collées sur la maquette. La revue est photocopiée en noir et blanc en format A4.
En mars 1995, la couverture devient verte et la feuillure est collée.

Couverture d'une revue d'Espéranto-info

Pour sa deuxième année, Espéranto-info reçoit de la préfecture son statut d’association loi de 1901 ; dès lors, il est possible de payer par chèque et l’association ouvre un compte afin de placer un fonds de réserve dont la rente permettra d’envoyer des revues à des bibliothèques. C’est aussi le début de la rubrique « tra la mondo » qui présente des rencontres à travers le monde. Ils rappellent le rôle de l’association et cette fois, ajoute « en vue de l’information sur l’espéranto, surtout auprès des non-espérantistes ». Lydia, fille de Zamenhof, est mise à l’honneur en première page de couverture qui désormais est une illustration et la page historique est lancée. En décembre 1996, la revue adopte la bichromie pour la couverture et la page centrale « tra la mondo » qui apparaît sur fond de mappemonde avec un agrafage central et une mise en page plus souple.
Pour la 4e année, la revue a 567 abonnés, Robert Llorens lance un appel pour multiplier ce nombre par deux en souhaitant que chaque abonné trouve un nouvel abonné. Le plus grand nombre d’abonnés se trouve dans les départements 26 puis 06, 69... avec 5 abonnements gratuits à gagner. Robert Llorens annonce son ambition d'arriver jusqu'à 5 000 abonnés et d'avoir une boutique afin de vendre des livres, donner des cours et où l’on éditerait la revue. S'ensuit un appel à faire des dons...
N°14 : Création d'un autocollant pour enveloppe afin de faire découvrir la revue.
N°15 : Robert Llorens informe que la revue est le résultat de sa seule personne : choix des articles, traduction, mise en page, correction, envoi, plus correction des cours proposés dans la revue et envoi de livres. Il essaie de développer la rubrique « courrier des lecteurs » qui manque cruellement d’apports malgré près de 600 abonnés.
N°21 : Durant le début de la 6e année, la revue est toujours faite de huit pages en bichromie, mais avec vert puis marron.
N°22 :, Robert Llorens annonce son prochain départ avec la possibilité de produire les deux prochaines revues, mais il appelle à la relève.
N°23 : Une pétition est lancée pour une option espéranto au bac, sur l’initiative d’Esperanto Vive à Chambéry. Robert Llorens rappelle qu’il faut une relève pour la revue. À 82 ans, il peut encore participer à la revue mais ne peut plus y travailler seul. Il travaille avec son matériel informatique personnel.
N°24, décembre 1999 : Robert Llorens publie sa dernière revue et cherche encore un remplaçant, il salue les lecteurs : « Esperantistaj geamikoj, mi adiaŭas vin ». Dans cette revue, nous avons des articles sur le Kotopo de Lyon, le tour du monde de Maryvonne et Bruno Robineau par le Pasporta Servo.
N°25 : Robert Tosoni prend la relève et début 2002, la revue devient bimestrielle. Il édite sa première revue en révisant les tarifs et en se présentant. La revue aborde toujours les différents aspects des problématiques des langues ; on y trouve aussi une page bilingue.
N°26 : Le problème des accents en espéranto a trouvé des solutions. On peut lire des articles en français traduits de parutions en espéranto : le végétarisme, le téléphone portable...
N°37 : Première revue produite par Francis Bernard avec Monique Robert (qui sont abonnés depuis le numéro 6 et y ont régulièrement participé). Céline Bernard y participe plus ou moins régulièrement avec la réalisation de BD (signée CeBe), de jeux, d’illustrations ou de mise en page. Monique Robert et Céline Bernard font de nombreuses illustrations. En page 24, le PIV trône au milieu des lavandes, salué par des papillons.
N° 39 : les illustrations avec les personnages étoiles font leur apparition. On introduit les oiseaux et fleurs à colorier par Florence et Emmanuel Desbrières, les chansons avec accords et traduction... la lettre d’Hadès, reportage bilingue sur une région du monde produit par Guillaume Roussel et son équipe.
Pour la 90e édition, en septembre 2011, il y a une nouvelle rédaction avec Céline Bernard. Monique Robert et Francis Bernard continuent à y participer. Rolande Cleizergue prépare les pages de jeux. Les buts de la revue se précisent :
- motiver les nouveaux à se lancer dans l’aventure de l’apprentissage de la langue,
- faire découvrir les possibilités d'utilisation de la langue aux débutants, pour soutenir leur motivation,
- maintenir et développer la connaissance des mouvements de l’espéranto de façon à inciter les espérantophones à utiliser cette langue dans différents domaines.
- permettre à tous les abonnés de faire découvrir l’espéranto à ceux qui ne le connaissent pas.

Fabrice Kraemer (11/13-/05/17) crée la BD "Tieno et Aneta" avec Céline Bernard qui poursuit les histoires à partir de la BD n°23 en 2019.
Céline Bernard présente "Les pionniers de l'espéranto" avec pour ressources, le blog de Maurin et Wikipedia (N° 146-156).
Sylvain Barnier traduit des chansons française de 2012 à 2016.
José Grammatico traduit des blagues dans la rubrique "humoro" de 2015 à 2024 (jusqu'à ses 99ans)
Claudie Demongeot avec son compagnon Robert Allandrieu réalisent un article pour rester Zen, bilingue, depuis le numéro 114 de juillet-août 2015 puis Robert prend la suite de la rubrique "une recette de cuisine" (créée le 01/21 par CeBe), en bilingue, à partir du numéro 154 de mai-juin 2022.
Claude Labetaa, depuis le numéro125 de mai-juin 2017 crée des jeux, en espéranto, à commencer par des mots croisés puis viendrons les mots mêlés, l'anagramme et la charade.
Jean-François Cousineau commence à participer à la revue principalement pour la correction générale avec le numéro 132 de juillet-août 2018. Puis il crée des rubriques au fil des ans : Iam estis (conte mystique oriental 146-159), Un album, Un artiste, Vojaĝo, Cerboumez avec tonton Ludo, Espéranto jeu-thème, L'histoire en question, "Facila lingvaĵo".
N°146 : Nouvelles rubriques avec - Pour les plus jeunes, une histoire d’animaux, toute simple, introduisant les bases de l’espéranto (N°146 au 152). Pour les gourmands, une recette du monde, pour donner des idées aux adeptes des fourneaux (ou non!). Pour les avides de culture et d’histoire, une présentation d’un pionnier ou d’un personnage marquant du mouvement espérantiste (n°146-156). Enfin, pour les adeptes du voyage intérieur, un conte mystique oriental, à plusieurs niveaux de lecture, qui sous une apparence légère, parfois même naïve et souvent déconcertante à nos yeux d’Occidentaux, est une invitation à regarder le monde autrement...
Au N° 156, Jean-Pierre Cavelan présente sa nouvelle rubrique de deux pages de BD sur l'histoire de l'espéranto qui commence par l'histoire de Zamenhof et la création de la langue espéranto.
N°157 :  la revue a maintenant 28 pages.
N°158 : La revue redevient trimestrielle pour limiter les frais et d'augmenter progressivement les pages = 32 pages.
N°163 : La revue augmente d'encore 4 pages.
N°164 : On ajoute encore 4 pages à la revue pour un total de 40 pages. cela permet d'augmenter le nombre et la diversité des rubriques.

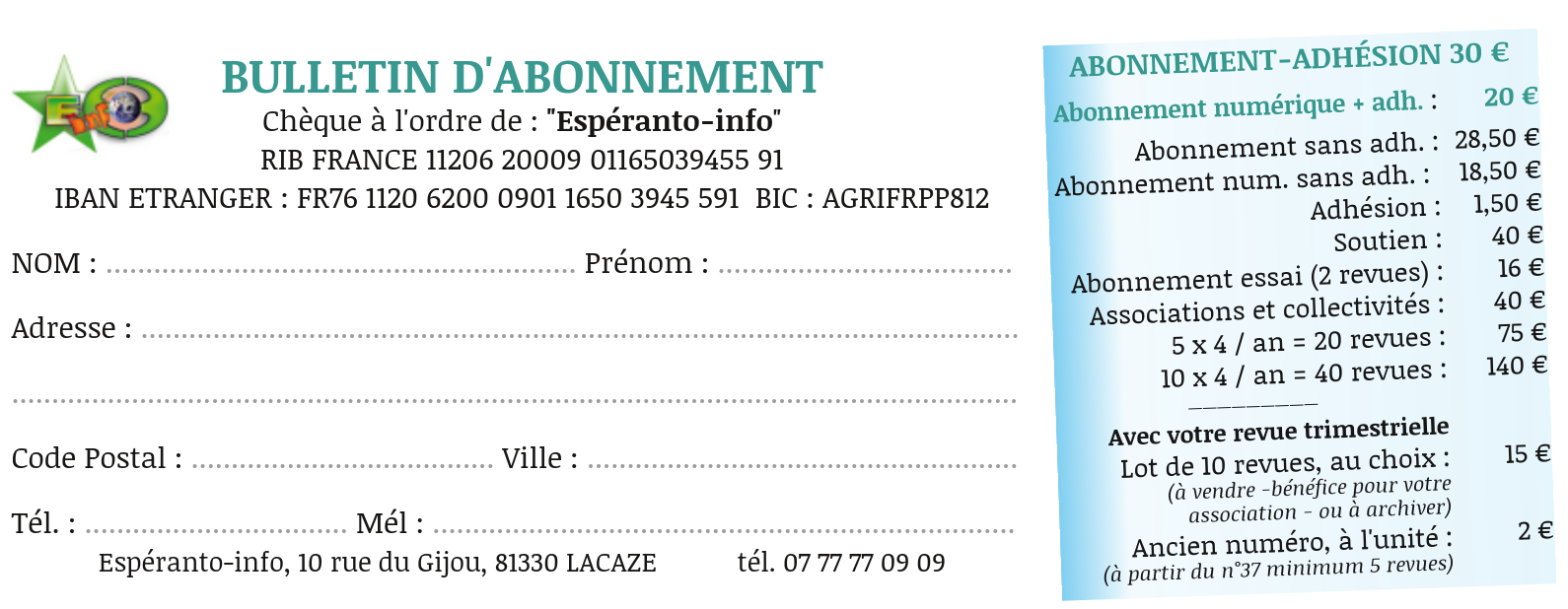
Bulletin d'abonnement et tarifs de la revue Espéranto-info

L'emploi du français s'impose en un minimum de 50% des articles, avec des articles bilingues (env. 25% des articles) pour s’entraîner à comprendre l’espéranto, et lire uniquement en espéranto (maxi 25% des articles). Les articles mettent en avant des exemples de l'utilisation de l'espéranto, proposent des rencontres, des livres, des exercices de pratique de la langue, des chansons et des jeux, présentent les problèmes rencontrés dans la communication internationale et les avantages de la langue équitable espéranto pour les échanges entre locuteurs n'ayant pas la même langue maternelle.